# Blaise Cendrars
Frédéric Louis Sauser, dit Blaise Cendrars [blɛz sɑ̃dʁaːʁ], est un écrivain suisse et français, né le 1er septembre 1887 à La Chaux-de-Fonds, canton de Neuchâtel en Suisse et mort le 21 janvier 1961 à Paris. À ses débuts, il utilise brièvement les pseudonymes Freddy Sausey, Jack Lee et Diogène.
Dès l'âge de 17 ans, il quitte la Suisse pour un long voyage en Russie puis, en 1911, il se rend à New York où il écrit son premier poème Les Pâques (qui deviendra Les Pâques à New York en 1919). Il le publie à Paris en 1912 sous le pseudonyme de Blaise Cendrars, qui fait allusion aux braises et aux cendres permettant la renaissance cyclique du phénix. En 1913, il fait paraître son poème le plus célèbre, La Prose du Transsibérien et de la petite Jehanne de France. Dès le début de la guerre de 1914-1918, il s'engage comme volontaire étranger dans l'armée française avant d'être versé dans la Légion étrangère. Gravement blessé le 28 septembre 1915, Cendrars est amputé du bras droit et en conséquence réformé. Il écrit sur cette expérience son premier récit en prose : il s'agit d’une première version de La Main coupée.
Le 16 février 1916, il est naturalisé français, à la suite de son engagement à la guerre. Il travaille dans l'édition et délaisse un temps la littérature pour le cinéma, mais sans succès. Lassé des milieux littéraires parisiens, il voyage au Brésil à partir de 1924.
En 1925, il s'oriente vers le roman avec L'Or, où il retrace le dramatique destin de Johann August Sutter, millionnaire d'origine suisse ruiné par la découverte de l'or sur ses terres en Californie. Ce succès mondial va faire de lui, durant les années 1920, un romancier de l'aventure, que confirme Moravagine en 1926. Dans les années 1930, il devient grand reporter.
Correspondant de guerre dans l'armée anglaise en 1939, il quitte Paris après la débâcle et s'installe à Aix-en-Provence. Après trois ans de silence, il commence en 1943 à écrire ses Mémoires : L'Homme foudroyé (1945), La Main coupée (1946), Bourlinguer (1948) et Le Lotissement du ciel (1949). De retour à Paris en 1950, il collabore fréquemment à la Radiodiffusion française. Victime d'une congestion cérébrale le 21 juillet 1956, il meurt des suites d'une seconde attaque le 21 janvier 1961.
L'œuvre de Blaise Cendrars, poésie, romans, reportages et mémoires, est placée sous le signe du voyage, de l'aventure, de la découverte et de l'exaltation du monde moderne où l'imaginaire se mêle au réel de façon inextricable. Le fonds d'archives de Blaise Cendrars a été créé en 1975 par Miriam Gilou-Cendrars (1919-2018), sa fille, et se trouve aux Archives littéraires suisses à Berne.

## Biographie

### Les années d'apprentissage

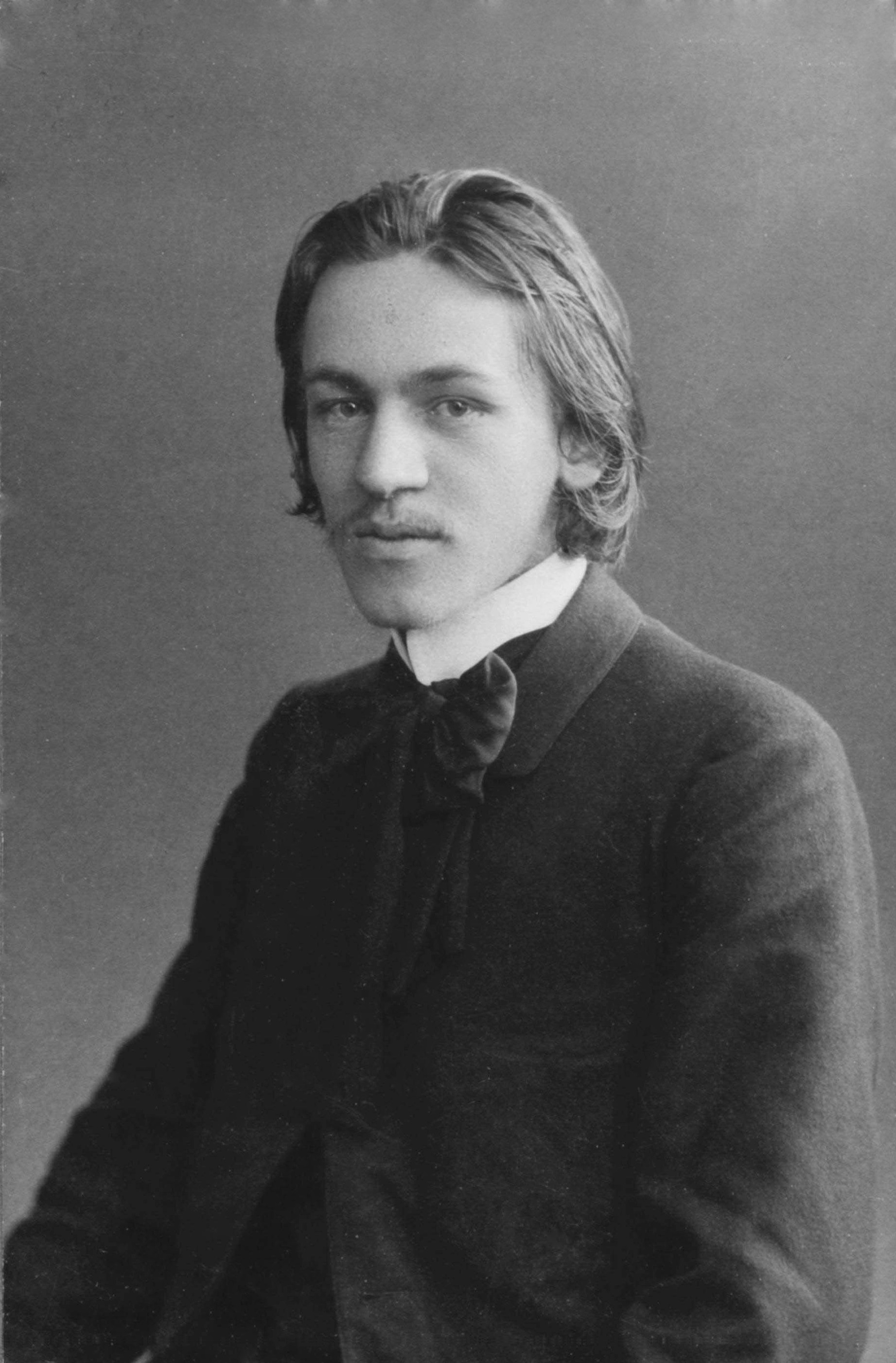
Blaise Cendrars en 1907.

Frédéric-Louis Sauser naît le 1er septembre 1887 à La Chaux-de-Fonds (canton de Neuchâtel), dans une famille bourgeoise d'origine bernoise francophone. Frédéric, appelé Freddy, grandit au sein d'une famille désunie dans un climat d'insécurité. Les voyages de son père, un homme d'affaires un peu niais et instable, font mener à la famille une vie itinérante, notamment à Naples. Sa mère, elle, est neurasthénique et néglige ses enfants. Le jeune Freddy souffre de la mésentente de ses parents et de l'instabilité familiale. Envoyé en pension en Allemagne, il fugue. Ses parents l'inscrivent à l'École de commerce de Neuchâtel, pour des études qui ne lui plaisent pas.
En 1904, dans sa dix-huitième année, au vu de ses mauvais résultats scolaires, il est envoyé en apprentissage à Moscou et surtout à Saint-Pétersbourg, alors en pleine effervescence révolutionnaire. Jusqu'en 1907, il y travaille chez un horloger suisse. À la Bibliothèque impériale, dont il devient l'habitué, un bibliothécaire, R. R., l'encourage à écrire. Freddy commence à noter ses lectures, ses pensées, il aurait alors écrit La Légende de Novgorode, de l'or gris et du silence. Pour lui faire une surprise, R. R. l'aurait traduit en russe et fait imprimer à 14 exemplaires en blanc sur papier noir. Du vivant de Cendrars, personne n'a jamais vu ce livre qu'il a pourtant fait figurer en tête de toutes ses bibliographies à partir de Séquences (1913). Beaucoup doutaient de son existence, lorsqu'un poète bulgare en découvre un exemplaire, en 1995, chez un bouquiniste de Sofia. Depuis lors, l'authenticité de cette plaquette fait l'objet de controverses, ce qui enrichit la mythologie du poète de nouveaux épisodes. Vers la fin de son séjour, il se liera à une jeune femme russe, Hélène Kleinmann, à laquelle il donne des cours de français.
En 1907, Frédéric-Louis Sauser revient en Suisse. Quelques mois après son retour, Hélène meurt brûlée vive dans un incendie. Sur cet accident a toujours plané le fantasme du suicide.
Étudiant en médecine à l'université de Berne, il rencontre Adolf Wölfli, interné à l'asile de la Waldau. Ce schizophrène violent, dessinateur de génie, pourrait être un des modèles de Moravagine, le « grand fauve humain » qui va obséder Cendrars comme un double pendant de longues années. Quant aux études universitaires, elles apportent peu de réponses aux questions qui le hantent sur l'homme, son psychisme, son comportement. Sous l'influence du Latin mystique de Remy de Gourmont, il écrit ses premiers poèmes : Séquences.
Après un court séjour à Paris, il retourne en 1911, pour quelques mois, à Saint-Pétersbourg. Il y écrit son premier roman, Moganni Nameh qui ne paraîtra, en feuilleton, qu'en 1922 dans la revue Les Feuilles libres. Il se plonge dans Schopenhauer ; une formule de ce philosophe illumine son rapport à la réalité : « le monde est ma représentation ». Désormais, la vie et la poésie seront pour lui des vases communicants.

### Entrée de la modernité

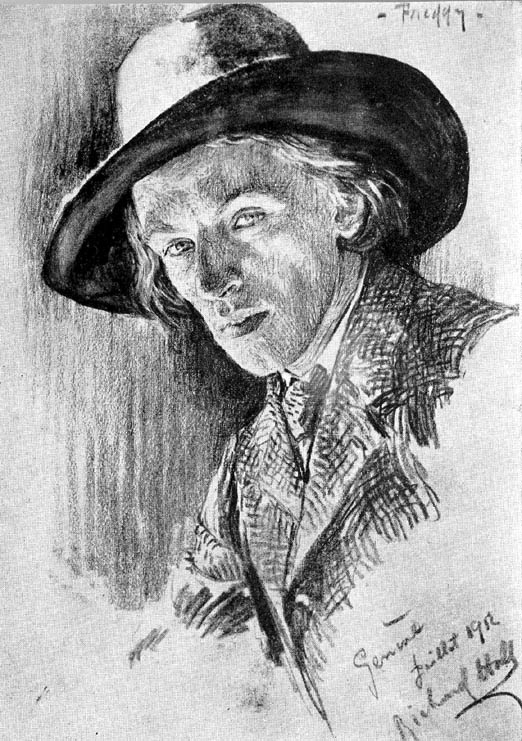
Blaise Cendrars en 1912 par Richard Hall.

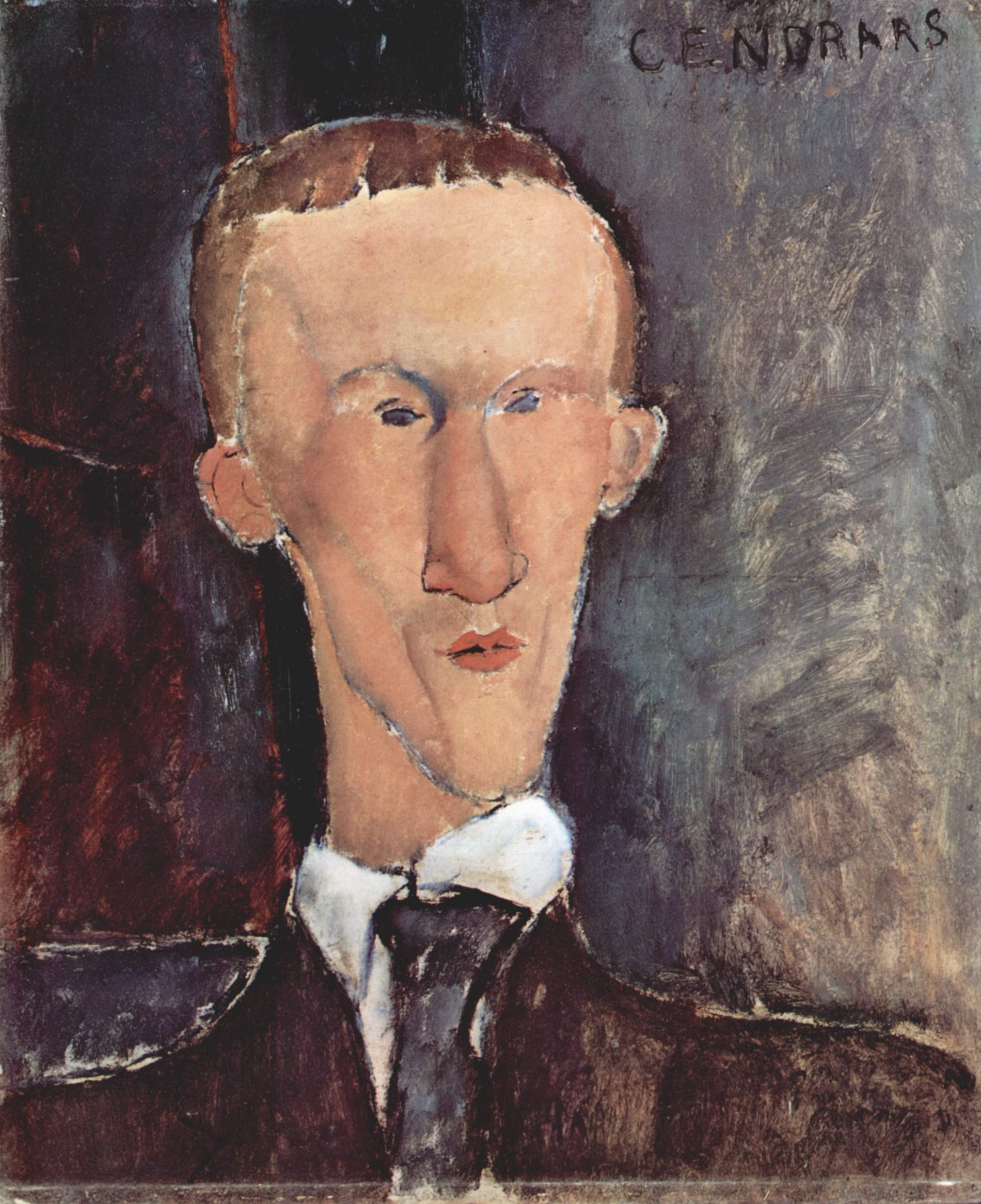
Portrait de Blaise Cendrars par Modigliani (1917).

Fin 1911, Freddy s'embarque pour New York afin de rejoindre Fela Poznańska, étudiante juive russo-polonaise rencontrée à Berne. Il l'épousera par la suite et elle sera la mère de ses enfants Odilon et Rémy, et de Miriam. Ce séjour aux États-Unis lui montre la voie, nouvelle et soumise aux lois de la mécanique, de la vitesse, de la modernité, dans lequel le monde s'engage. Au sortir d'une nuit d'errance, il rédige son premier long poème, Les Pâques à New York, texte fondateur de la poésie moderne. Pour le signer il s'invente le pseudonyme de Blaise Cendrart, qui sera ensuite Cendrars.
Pour Cendrars, l'acte de création artistique a lieu lorsque le poète est telle une braise, qui se consume au cours de la création, puis s'éteint pour se transformer en cendres. C'est pourquoi il choisit le pseudonyme de Blaise comme braise, et Cendrars comme cendre,.

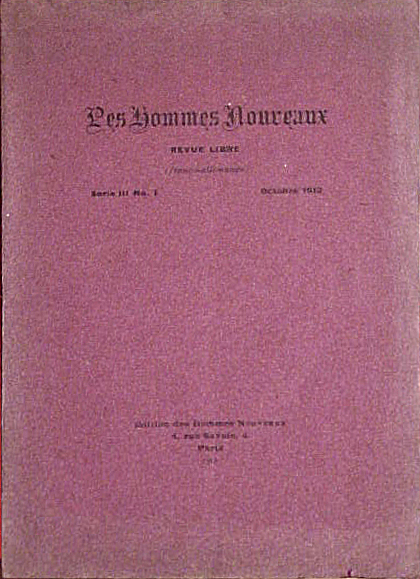
Couverture de la revue Les Hommes nouveaux, 1912.

Il revient à Paris pendant l'été 1912, convaincu de sa vocation de poète. Avec sa femme, il demeure au 4 de la rue de Savoie. Avec Emil Szittya, écrivain anarchiste, il fonde Les Hommes nouveaux, revue et maison d'édition où il publie Les Pâques, puis Séquences, recueil de poèmes plus anciens d'inspiration décadente, marqués par l'influence de Remy de Gourmont qu'il admire comme un maître. Séquences appartient davantage à Freddy Sauser qu'à Cendrars, même s'il le signe de son pseudonyme.
Il se lie d'amitié avec des personnalités de l'avant garde artistique et littéraire : Apollinaire et les artistes de l'école de Paris, Chagall, Léger, Survage, Modigliani, Csaky, Archipenko, Delaunay, Kisling. En 1913 il publie La Prose du transsibérien et de la petite Jehanne de France, avec des compositions en couleur de Sonia Delaunay-Terk. Dans ce premier livre simultané, le texte et l'image sont étroitement imbriqués pour créer une émotion artistique nouvelle, qui sera à l'origine d'une vive polémique. Ce poème-tableau de deux mètres de hauteur, présenté sous forme de dépliant, est reconnu aujourd'hui comme une contribution majeure à l'histoire du livre d'artiste.
L'amitié liant Cendrars à certains artistes de l'École de Paris le conduit à la création de poèmes abstraits révolutionnaires, qui constituent aussi, pour certains, des hommages directs à des peintres comme Chagall et Léger : il s'agit des Dix-neuf poèmes élastiques publiés en 1919.
Dès le début de la Première Guerre mondiale, Cendrars lance, avec l'écrivain italien Ricciotto Canudo, un Appel aux artistes étrangers qui vivent en France, et s'engage à la Légion étrangère pour la durée de la guerre dans le régiment de marche du camp retranché de Paris. Il est affecté à la 6e compagnie du 3e régiment de marche du 1er étranger. Parmi ses compagnons d'armes de la Légion, figure notamment Eugene Jacques Bullard, premier pilote de chasse  noir des forces alliées à partir de 1917[réf. à confirmer].
Après son baptême du feu sur la Somme en novembre, il est promu légionnaire de 1re classe après six mois d'engagement puis caporal pour son courage au feu le 12 juin 1915. Son régiment est dissous en juillet 1915 et il est alors affecté au 2e régiment de marche du 2e étranger.
Le 27 septembre 1915, meurt Remy de Gourmont, son « maître en écriture »; le lendemain, durant la grande offensive de Champagne, il est gravement blessé au bras droit par une rafale de mitrailleuse et amputé au-dessus du coude (Cendrars est droitier). Il est alors cité à l'ordre de l'armée, décoré de la médaille militaire et de la croix de guerre avec deux palmes, avant d'être réformé.

### Le poète de la main gauche

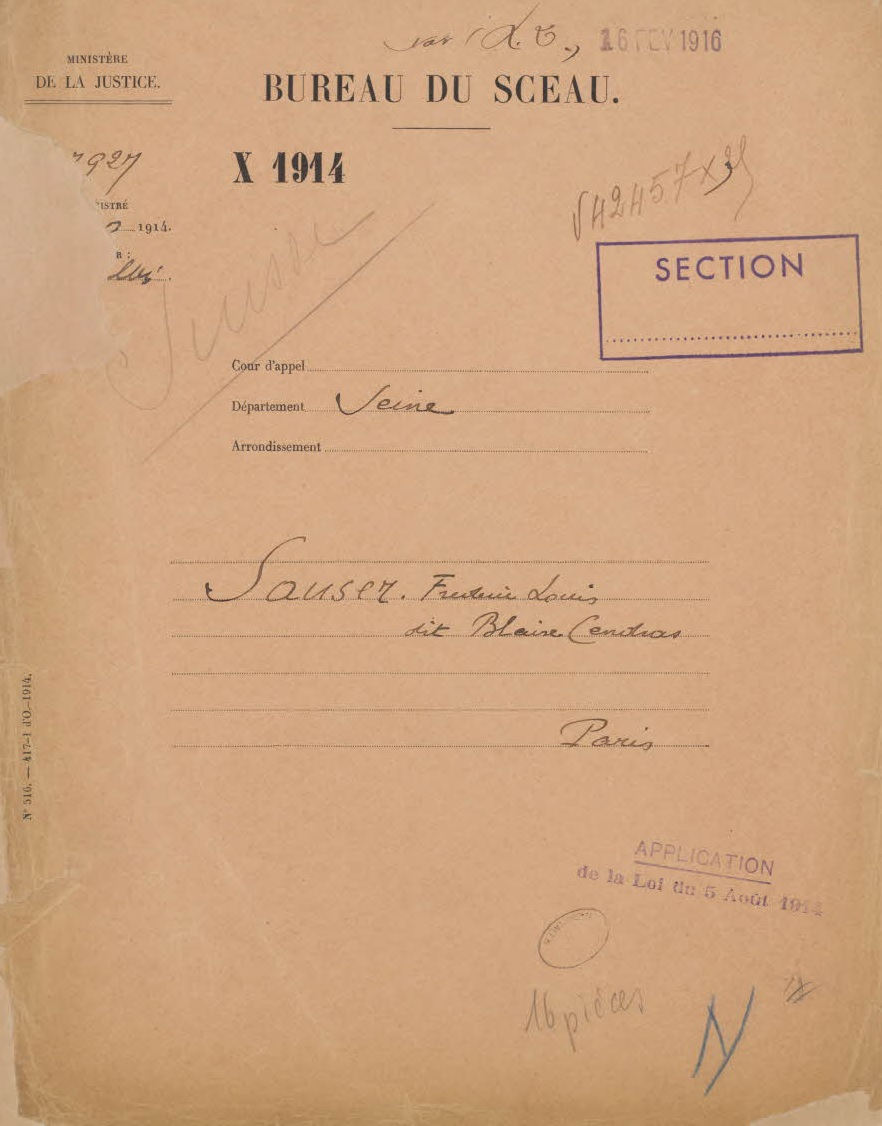
Dossier de naturalisation de Fréderic Louis Sauser, dit Blaise Cendrars, en application de la loi sur la naturalisation des étrangers, votée le 4 août 1914 (Archives nationales de France).

Après une « année terrible » où il n'écrit plus, le poète manchot apprend à écrire de la main gauche. Le 16 février 1916, il est naturalisé français. Vers la fin de l'année il rencontre Eugenia Errazuriz (en), grande mécène chilienne qui recevra, jusqu'à la « drôle de guerre », Cendrars, « son poète » dans sa villa de Biarritz, de même que Picasso, Rubinstein ou Stravinsky. Fin 1916, il publie La Guerre au Luxembourg. Au cours de l'été 1917, qu'il passe à Méréville (Seine-et-Oise, aujourd'hui Essonne), il découvre son identité nouvelle d'homme et de poète de la main gauche, en rédigeant, au cours de sa « plus belle nuit d'écriture », le 1er septembre, La Fin du monde filmée par l'Ange N.-D. Commence alors une période d'activité créatrice intense placée sous le signe tutélaire de la constellation d'Orion, dans laquelle la main droite du poète s'est exilée. De ce renouveau créateur naissent aussi des œuvres comme L'eubage ou encore Profond aujourd'hui. Avec Profond aujourd'hui (1917), le poète de la main gauche publie son manifeste en présentant une vision poétique de la modernité.

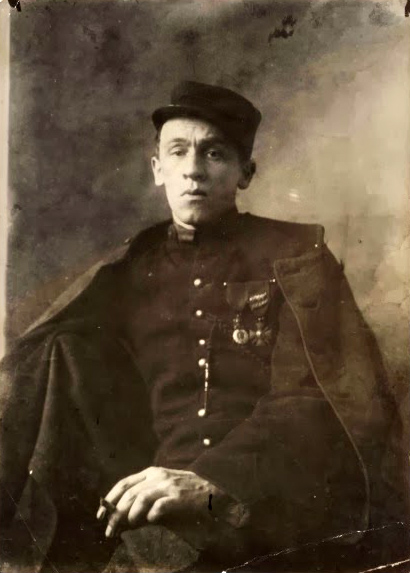
Cendrars posant en uniforme de la Légion étrangère, en 1916, quelques mois après son amputation.

Dans J'ai tué (1918), premier livre illustré par Fernand Léger, il écrit quelques-unes des pages les plus fortes et les plus dérangeantes[non neutre] qui aient été écrites sur la guerre :

« Mille millions d'individus m'ont consacré toute leur activité d'un jour, leur force, leur talent, leur science, leur intelligence, leurs habitudes, leurs sentiments, leur cœur. Et voilà qu'aujourd'hui j'ai le couteau à la main. L'eustache de Bonnot. « Vive l'humanité ! » Je palpe une froide vérité sommée d'une lame tranchante. J'ai raison. Mon jeune passé sportif saura suffire. Me voici les nerfs tendus, les muscles bandés, prêt à bondir dans la réalité. J'ai bravé la torpille, le canon, les mines, le feu, les gaz, les mitrailleuses, toute la machinerie anonyme, démoniaque, systématique, aveugle. Je vais braver l'homme. Mon semblable. Un singe. Œil pour œil, dent pour dent. À nous deux maintenant. À coups de poing, à coups de couteau. Sans merci. Je saute sur mon antagoniste. Je lui porte un coup terrible. La tête est presque décollée. J'ai tué le Boche. J'étais plus vif et plus rapide que lui. Plus direct. J'ai frappé le premier. J'ai le sens de la réalité, moi, poète. J'ai agi. J'ai tué. Comme celui qui veut vivre. »

Paraissent également des poèmes écrits avant-guerre : son troisième poème « homérique » ou « whitmanien », Le Panama ou les aventures de mes sept oncles (1918), ainsi que les Dix-neuf poèmes élastiques (1919).
S'éloignant de Paris, il prend congé des milieux littéraires d'avant-garde (Dada, puis surréalisme) dont les polémiques lui paraissent dépassées et gagne Bruxelles, où il donne des conférences à l'U.L.B. (Université Libre de Bruxelles), s'y liant d'amitié avec Robert Goffin. Attiré par le cinéma, qui incarne pour lui la modernité de l'expression artistique, il devient l'assistant d'Abel Gance pour J'accuse, où il tient également un rôle de figurant, puis pour La Roue. En 1921, par l'entremise de Cocteau, il passe lui-même à la réalisation, à Rome où il réalise La Venera Nera (La Vénus Noire), un film aujourd'hui perdu, mais l'expérience est un échec.
Comme beaucoup d'artistes et d'écrivains à cette époque, il se passionne pour l'Afrique et compile dans son Anthologie nègre (1921) des contes de tradition orale, qu'il est le premier à considérer comme de la littérature. Pour les Ballets suédois, il tire de ce recueil l'argument de La Création du Monde (1923), avec une musique de Darius Milhaud, des décors et costumes de Fernand Léger.

### Découverte du Brésil
En janvier 1924, il se rend au Brésil à l'invitation de Paulo Prado (pt), homme d'affaires et mécène des poètes modernistes de São Paulo, parmi lesquels Oswald de Andrade et Mário de Andrade. Dans un pays où la nature aussi bien que la population s'accordent à ses aspirations profondes, il découvre son « Utopialand » qu'il célébrera souvent dans ses livres. Il y retournera par deux fois, de janvier à juin 1926 et d'août 1927 à janvier 1928. Il s'y lie notamment avec les poètes Oswald de Andrade (qui lui dédia son recueil Pau Brasil, publié en 1925 au Sans Pareil), Mário de Andrade, Sérgio Milliet, Luis Aranha, Manuel Bandeira et Carlos Drummond de Andrade, ainsi qu'avec les peintres Cícero Dias et surtout Tarsila do Amaral, qu'il nomme « la plus belle Pauliste du monde ».
En 1924, il publie Kodak (Documentaire). Il faudra attendre les années 1970 pour découvrir que Cendrars avait composé ces poèmes par collage en découpant et réaménageant des fragments du Mystérieux docteur Cornélius, un roman populaire de Gustave Le Rouge. Il voulait ainsi montrer à son ami qu'il était lui aussi un poète. La même année, paraît Feuilles de route, son dernier recueil de poèmes, illustré par Tarsila do Amaral.

### Du roman au journalisme
Au retour du Brésil, il se lance dans le roman. En quelques semaines, il écrit L'Or (1925), où il retrace le tragique destin de Johann August Suter, millionnaire d'origine suisse ruiné par la découverte de l'or sur ses terres en Californie. Ce succès mondial va faire de lui, durant les années 1920, un romancier de l'aventure. Suivent bientôt Moravagine (1926), puis Petits contes nègres pour les enfants des blancs et Dan Yack qui rate le Goncourt.
Une vie romancée de l'aventurier Jean Galmot (Rhum - L'aventure de Jean Galmot, 1930) lui fait découvrir le monde du journalisme. Dans les années 1930, il devient grand reporter pour explorer les bas-fonds (Panorama de la pègre, 1935). Son ami Pierre Lazareff, le patron de Paris-Soir, l'envoie prendre part au voyage inaugural du paquebot Normandie, puis visiter Hollywood, la Mecque du cinéma. Pendant la même période, il recueille dans trois volumes d'« histoires vraies » les nouvelles qu'il a publiées dans la grande presse.
En décembre 1934, il rencontre Henry Miller qui deviendra un de ses amis.
Entre 1937 et 1938, il se retire dans les Ardennes, sur la propriété d’Élisabeth Prévost, une jeune femme baroudeuse de vingt-sept ans qu'il a rencontrée à Paris et à laquelle il dédiera L'Homme foudroyé. En 1939, lorsque la guerre éclate, il s'engage comme correspondant de guerre auprès de l'armée britannique. Ses reportages paraissent notamment dans Paris-Soir et le livre qu'il en tire, Chez l'armée anglaise, sera pilonné par les Allemands. Profondément affecté par la débâcle, il quitte Paris et le journalisme pour se retirer à Aix-en-Provence pendant toute l'Occupation. Durant trois ans, il cesse d'écrire.

### Le rhapsode des mémoires
À la suite d'une visite du romancier Édouard Peisson, il sort enfin du silence le 21 août 1943 et commence L'Homme foudroyé (1945) que suivront La Main coupée, Bourlinguer et Le Lotissement du ciel. Ces volumes de « mémoires qui sont des mémoires sans être des mémoires » forment une tétralogie marquée par deux grands traumatismes : la perte de sa main droite et le suicide d'une jeune fille profondément amoureuse de lui. Ils sont composés comme des rhapsodies par Cendrars qui renoue ainsi avec la formation musicale de sa jeunesse.
À l'occasion de ce retour à l'écriture, un jeune photographe inconnu, Robert Doisneau, est envoyé à Aix pour faire un reportage sur Cendrars. Il illustre l'article que Maximilien Vox publie en 1945 dans La Porte ouverte, la revue de la chambre de commerce franco-suédoise, sous un titre qui résume bien ces années de guerre : Cendrars, un éléphant solitaire. Quatre ans plus tard, en 1949, Cendrars écrit le texte du premier album de Doisneau : La Banlieue de Paris, qui révèle un grand photographe.
En 1944, Cendrars, qui n'écrit plus de poèmes depuis vingt ans, a recueilli ses Poésies complètes chez Denoël, avec l'aide et une préface de son ami Jacques-Henry Lévesque resté à Paris.
En janvier 1948, il quitte Aix-en-Provence pour Villefranche-sur-Mer. De jeunes poètes viennent lui rendre visite : André Miguel, Frédéric Jacques Temple.
L'année suivante, le 27 octobre 1949, il se marie avec Raymone Duchâteau, à Sigriswil dans l'Oberland bernois. Depuis qu'il a rencontré cette jeune comédienne en octobre 1917, il lui voue un amour idéalisé, non sans ambivalence, traversé de nombreuses crises.
La même année 1949, il publie Le Lotissement du ciel, dernier volume des mémoires, qui réunit les deux figures de Joseph de Cupertino, le saint volant du XVIIe siècle, et Oswaldo Padroso, un fazendeiro brésilien qui s'est pris d'un amour fou pour Sarah Bernhardt. Le prière d'insérer du volume tient de la profession de foi :

« Je voulais indiquer aux jeunes gens d’aujourd’hui qu’on les trompe, que la vie n’est pas un dilemme et qu’entre les deux idéologies contraires entre lesquels on les somme d’opter, il y a la vie, la vie, avec ses contradictions bouleversantes et miraculeuses, la vie et ses possibilités illimitées, ses absurdités beaucoup plus réjouissantes que les idioties et les platitudes de la « politique », et que c’est pour la vie qu’ils doivent opter, malgré l’attirance du suicide, individuel ou collectif, et de sa foudroyante logique scientifique. Il n’y a pas d’autres choix possibles. Vivre ! »

### Retour à Paris
En 1950, il retourne définitivement à Paris et s'installe au no 23 rue Jean-Dolent, derrière la prison de la Santé. À l'initiative de son ami Paul Gilson, qui y dirige les programmes artistiques, il collabore fréquemment à la Radiodiffusion française en compagnie notamment de Nino Frank et Albert Rièra. Ses entretiens radiophoniques avec Michel Manoll connaissent un grand succès. Il se lie avec de jeunes écrivains qu'il recommande aux éditions Denoël : René Fallet, Robert Giraud, Jean-Paul Clébert, Jacques Yonnet.
Après un travail long et difficile, il publie, en 1956, Emmène-moi au bout du monde !…, un roman à clefs sous couvert d'une intrigue policière. La truculence de cette chronique théâtrale qui doit beaucoup à la vie de la comédienne Marguerite Moreno, une amie de Raymone, fait scandale.
Ce sera sa dernière œuvre car il est victime d'une première attaque cérébrale le 21 juillet 1956, puis d'une seconde en 1958. En janvier 1959, c'est un grabataire qu'André Malraux fait Commandeur de la Légion d'honneur. Il se convertit au catholicisme le 1er mai 1959 et épouse religieusement Raymone à l'église Saint-Dominique. Le couple emménage en août au rez-de-chaussée d'un immeuble de la rue José-Maria-de-Heredia.
Il meurt le 21 janvier 1961 en son domicile au 5 rue José-Maria-de-Heredia dans le 7e arrondissement de Paris, après avoir reçu in extremis la seule récompense littéraire officielle qu'il ait obtenue de son vivant : le grand prix littéraire de la Ville de Paris.

## Hommages et postérité

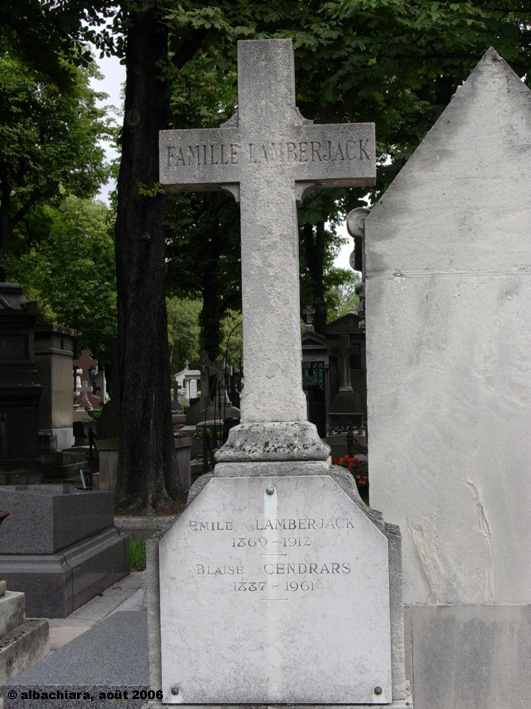
Tombe de Blaise Cendrars aux Batignolles, à Paris (jusqu'en 1994).

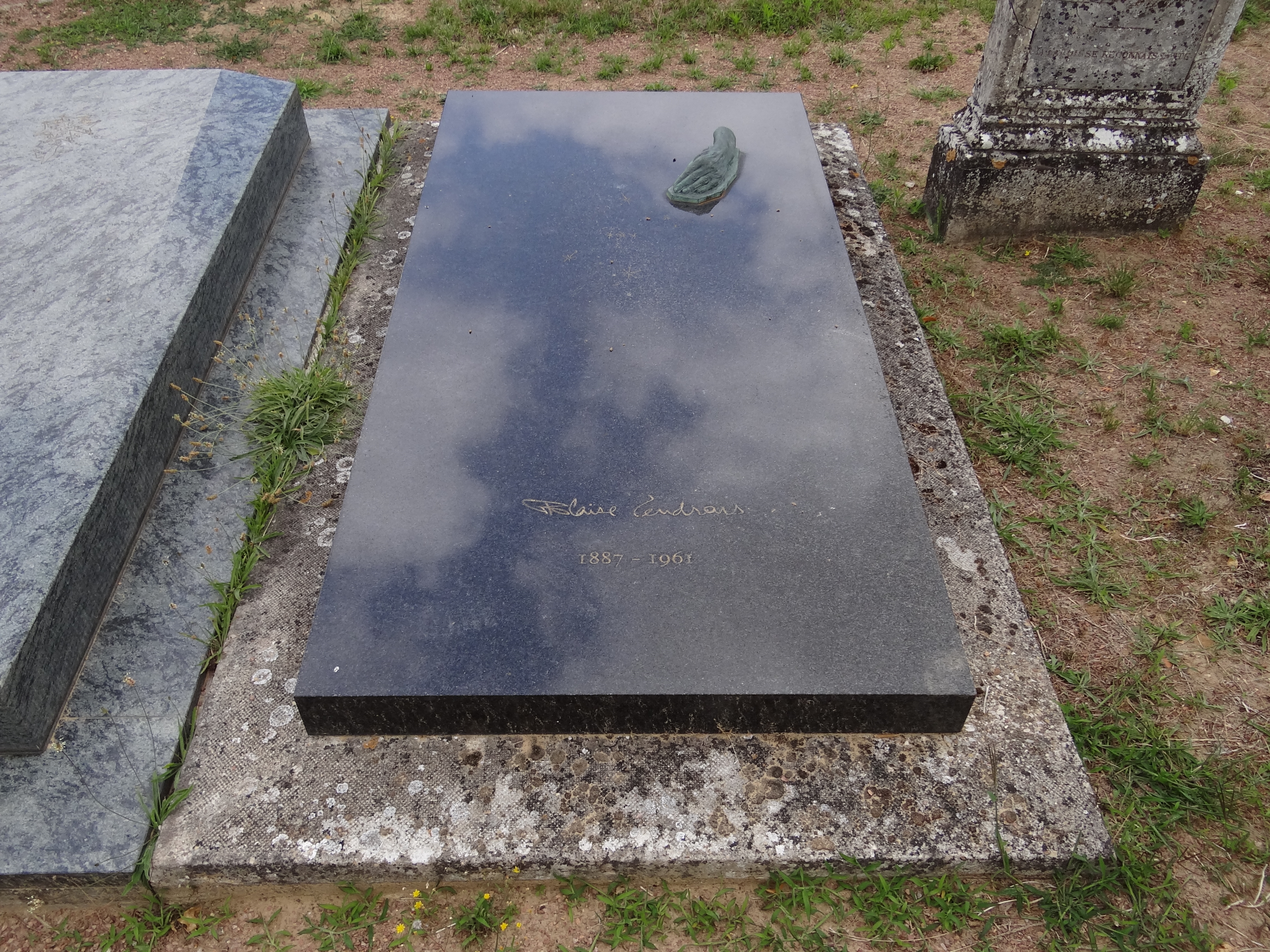
Tombe de Blaise Cendrars au Tremblay-sur-Mauldre (depuis 1994).

Blaise Cendrars a reposé de 1961 à 1994 au cimetière des Batignolles à Paris.
Depuis 1923, il disposait d'une résidence, sa « maison des champs », au Tremblay-sur-Mauldre dans les Yvelines. En 1994, ses cendres ont été transférées dans le cimetière de ce village. En 2005, un Espace Blaise-Cendrars y est inauguré et la sente Blaise-Cendrars mène à la « maison des champs » où il écrivit L'Or.
Après sa mort, un lycée prend son nom dans sa ville natale de La Chaux-de-Fonds et à Sevran (Seine-Saint-Denis), ainsi qu'un collège de la ville de Boissy-Saint-Léger. La médiathèque de Conflans-Sainte-Honorine (Yvelines) porte aussi son nom. Le train RABDe 500 011-2 des CFF porte le nom de Blaise-Cendrars.
En 2011, le cinquantième anniversaire de la mort de Cendrars est inscrit en France parmi les célébrations nationales par le ministère de la Culture et de la Communication.
En mai 2013, les Œuvres autobiographiques complètes de Blaise Cendrars entrent, en deux volumes, dans la Bibliothèque de la Pléiade chez Gallimard et l'album de la Pléiade lui est dédié à cette occasion. Suivent, en 2017, deux volumes d' Œuvres romanesques précédées des Poésies complètes.
Une fresque a été réalisée au marteau-piqueur par l'artiste Telmo Guerra en octobre 2017 à La Chaux-de-Fonds sur la façade arrière de l’ancien cinéma Corso.
Le roman Les Pêcheurs d'étoiles de Jean-Paul Delfino, paru en octobre 2017 aux Éditions Le Passage Echo : Érik Satie et Blaise Cendrars traversent la nuit parisienne à la recherche de l'amour de l'un (Suzanne Valadon) et de l'ennemi des deux (Jean Cocteau).
Le musée de la Légion étrangère d'Aubagne a inauguré en juin 2018, une nouvelle exposition : « Zinoview - Cendrars : regards croisés de deux légionnaires sur la Grande Guerre », mettant en regard l’œuvre de guerre des deux artistes passés par la Légion étrangère.

## Œuvres
| Année | Œuvre                  | Genre littéraire       |
| 1945  | L'Homme foudroyé       | Roman autobiographique |
| 1946  | La Main coupée         | Roman autobiographique |
| 1948  | Bourlinguer            | Roman autobiographique |
| 1949  | Le Lotissement du ciel | Roman autobiographique |

### Poèmes
- La Légende de Novgorode ou La Légende de Novgorode, de l'Or gris et du Silence. Dans ses bibliographies, Cendrars présente ainsi ce premier poème qui aurait été publié en Russie à son insu : « traduit en russe par R. R. sur le manuscrit ; tirage en blanc sur papier noir ; 14 exemplaires numérotés et signés. Moscou, Sozonov, 1909. Un volume in-12 carré ». Un exemplaire de cette plaquette longtemps introuvable a été découvert en 1995 à Sofia (Bulgarie) et il a fait l'objet de deux traductions en français (Montpellier, Éditions Fata Morgana, 1996, puis 1997). Il est désormais établi qu'il s'agit d'un faux.
- Les Pâques. Avec un dessin de l'auteur en frontispice. Paris, Éditions des Hommes nouveaux, 1912.
  - Devient Les Pâques à New-York in Du monde entier. Paris, Editions de la Nouvelle Revue française, Gallimard, 1919.
  - Les Pâques à New-York. Avec huit bois de Frans Masereel. Paris, René Kieffer, 1926.
- Séquences. Paris, Éditions des Hommes nouveaux, 1913 (recueil exclu par Cendrars de ses Poésies complètes).
  - Recueil repris en appendice des Poésies complètes, Denoël, Œuvres complètes, t. I, 1963,
  - Recueil repris en appendice des Poésies complètes parmi les « Poèmes de jeunesse », Denoël, coll. « Tout autour d'aujourd'hui », tome 1, 2001.
- La Prose du Transsibérien et de la petite Jehanne de France. Avec des couleurs simultanées de Sonia Delaunay-Terk. Paris, Éditions des Hommes nouveaux, 1913.
  - Le Transsibérien. Avec un portrait inédit de l'auteur et les reproductions en fac similé des épreuves corrigées du poème. Paris, Seghers, 1957.
- La Guerre au Luxembourg. Avec 6 dessins de Moïse Kisling. Paris, D. Niestlé, 1916.
- Le Panama ou les Aventures de mes sept oncles. Couverture de Raoul Dufy, avec 25 tracés de chemins de fer américains et un prospectus publicitaire. Paris, La Sirène, 1918.
- Dix-neuf poèmes élastiques. Avec un portrait de l'auteur par Amedeo Modigliani (deux dans le tirage de tête). Paris, Au Sans Pareil, 1919.
  - Édition critique par Jean-Pierre Goldenstein. Paris, Méridiens-Klincksieck, 1986.
- Du monde entier, recueil comprenant Les Pâques à New York, Prose du Transsibérien et de la petite Jeanne de France et Le Panama ou les aventures de mes sept oncles. Paris, Éditions de la Nouvelle Revue française, 1919.
- Feuilles de route, I. Le Formose. Avec 8 dessins de Tarsila do Amaral. Paris, Au Sans Pareil, 1924.
- Kodak (Documentaire). Couverture de Frans Masereel. Avec un portrait de l'auteur par Francis Picabia. Paris, Stock, 1924.
- Poésies complètes. Préface de Jacques-Henry Lévesque. Paris, Denoël, 1944.
  - Poésies complètes. Préface de Jacques-Henry Lévesque. Nouvelle édition revue et corrigée. Paris, Denoël, 1947.
  - Du monde entier au cœur du monde. Poésies complètes. Denoël, 1957.
  - Poésies complètes, avec 41 poèmes inédits. Denoël, coll. « Tout autour d'aujourd'hui », t. 1, éd. de Claude Leroy, 2001 ; nouvelle édition 2005. Reprise des versions originales des recueils avec leurs illustrations.
  - Du monde entier au cœur du monde. Poésies complètes. Préface de Paul Morand, éd. de Claude Leroy. Poésie/Gallimard, 2006.

Publication posthume :
- Le Volturno, avec une lithographie de Pierre Alechinsky. Montpellier, Éditions Fata Morgana, 1989.

### Romans, contes, nouvelles, pièces radiophoniques
- Profond aujourd'hui, avec cinq dessins d'Angel Zarraga. Paris, À la Belle Édition, chez François Bernouard, 1917 (prose poétique).
  - Nouvelle édition sans les dessins de Zarraga. Paris, Les Éditeurs Réunis, coll. « Tout autour d'aujourd'hui », 1926.
- J'ai tué, avec 5 dessins de Fernand Léger. À la Belle Édition, chez François Bernouard, 1918 (prose poétique).
  - Nouvelle édition, avec un portrait de l'auteur par Fernand Léger. Georges Crès, 1919.
  - Reproduction en fac-similé de l'édition de 1918, Éditions Fata Morgana, 2013.
- La Fin du monde filmée par l'Ange N.-D., avec des compositions en couleur de Fernand Léger. Paris, Éditions de la Sirène, 1919 (roman).
  - Nouvelle édition précédée d'un « Pro domo ». Pierre Seghers, coll. « Poésie 49 », 1949.
- Anthologie nègre, couverture de Csaky. Paris, Éditions de la Sirène, 1921.
  - Recouvrure de cette édition Au Sans Pareil, Paris, 1927.
  - « Édition définitive, revue et corrigée », Paris, Corréâ, 1947.
- L'Or. La Merveilleuse Histoire du général Johann August Suter. Paris, Grasset, 1925 (roman).
  - Édition revue et corrigée. Grasset, 1947.
  - Gallimard, coll. « Folio », no 331, 1998. Préface de Francis Lacassin.
- L'Eubage. Aux antipodes de l'unité, avec 5 gravures au burin de Joseph Hecht. Paris, Au Sans Pareil, 1926 (roman).
  - Édition critique par Jean-Carlo Flückiger. Paris, Champion, coll. « Cahiers Blaise Cendrars » no 2, 1995.
- Moravagine. Paris, Grasset, 1926 (roman).
  - Nouvelle édition revue et augmentée de « Pro domo » et d'une « postface ». Paris, Grasset, 1956.
- Éloge de la vie dangereuse. Paris, Les Éditeurs Réunis, coll. « Tout autour d'aujourd'hui », 1926 (prose poétique).
- L'ABC du cinéma. Paris, Les Éditeurs Réunis, coll. « Tout autour d'aujourd'hui », 1926 (prose poétique).
- Petits Contes nègres pour les enfants des Blancs. Paris, Éditions des Portiques, 1928.
  - Au Sans Pareil, avec quarante bois et douze hors texte de Pierre Pinsard, Paris, 1929.
  - Jean Vigneau, avec des illustrations de Francis Bernard. Marseille, 1943. Réédition : Paris, 1946.
- Le Plan de l'Aiguille (Dan Yack). Paris, Au Sans Pareil, 1929 (roman).
- Les Confessions de Dan Yack. Paris, Au Sans Pareil, 1929 (roman).
  - Dan Yack. Paris, Éditions de la Tour, 1946. Réunion en un volume revu et corrigé du Plan de l'Aiguille et des Confessions de Dan Yack.
  - Paris, Gallimard, coll. « Folio », no 5173, 2011. Édition préfacée et annotée par Claude Leroy.
- Comment les Blancs sont d'anciens Noirs, avec cinq bois d'Alfred Latour. Paris, Au Sans Pareil, 1930 (contes nègres).
- Histoires vraies. Paris, Grasset, 1937 (nouvelles).
  - Paris, Gallimard, coll. « Folio », no 5683, 2013. Édition présentée et annotée par Claude Leroy.
- La Vie dangereuse. Paris, Grasset, 1938 (nouvelles).
  - La nouvelle J'ai saigné a été reprise aux éditions Zoé, coll. « Minizoé », no 62, Genève, 2004. Postface de Christine Le Quellec Cottier.
- D'Oultremer à Indigo. Paris, Grasset, 1940 (nouvelles).
  - Gallimard, coll. « Folio », no 2970, 1998. Édition préfacée et annotée par Claude Leroy.
- Emmène-moi au bout du monde !… . Paris, Denoël, 1956 (roman).
- Films sans images (en coll. avec Nino Frank). Paris, Denoël, 1959 (pièces radiophoniques).

Publications posthumes :
- John Paul Jones ou l'Ambition. Préface de Claude Leroy. Montpellier, Éditions Fata Morgana, 1989 (roman inachevé).
- La Vie et la mort du Soldat inconnu. Édition de Judith Trachsel. Préface de Claude Leroy. Paris, Champion, coll. « Cahiers Blaise Cendrars » no 4, 1995 (roman inachevé).
- La Carissima. Édition d'Anna Maibach. Paris, Champion, coll. « Cahiers Blaise Cendrars » no 5, 1996 (roman inachevé).
- Les Armoires chinoises. Postface de Claude Leroy. Montpellier, Éditions Fata Morgana, 2001 (conte inachevé).
- Nouveaux Contes nègres. Postface de Christine Le Quellec Cottier. Montpellier, Éditions Fata Morgana, 2006.

### Reportages
- Rhum. L'aventure de Jean Galmot. Paris, Grasset, 1930.
  - La Vie secrète de Jean Galmot. Rhum. Nouvelle édition revue et augmentée. Paris, Les Éditions de France, 1934.
- Panorama de la pègre. Couverture de Cassandre. Avec des photographies en héliogravure. Grenoble, Arthaud, 1935.
  - Panorama de la pègre et autres reportages. Textes recueillis par Miriam Cendrars et Francis Lacassin. Préface et bibliographie par Francis Lacassin. UGE, coll. « 10/18 », série « Grands reporters », 1986.
- Hollywood, la Mecque du cinéma. Avec 29 dessins par Jean Guérin. Paris, Grasset, 1936.
- Chez l'armée anglaise. Illustré de photographies. Paris, Corrêa, 1940. Édition pilonnée par les Allemands.

Publication posthume :
- À bord du Normandie. Journal transatlantique (29 mai-2 juin 1935), Blaise Cendrars, Colette, Claude Farrère, Pierre Wolff. Photographies de Roger Schall. Préface de Patrick Deville. Nantes, Le Passeur, 2003.

### Écrits autobiographiques
- Une nuit dans la forêt. Premier fragment d'une autobiographie. Avec trois eaux-fortes de Charles Clément. Lausanne, Éditions du Verseau, 1929.
- Vol à voiles. Prochronie. Lausanne, Payot, 1932.
  - Vol à voile. Lausanne, La Guilde du Livre, coll. « La Petite Ourse », 1960. Avec des photographies tirées de la collection Raymone et des archives Jean Bühler.
- L'Homme foudroyé. Paris, Denoël, 1945.
  - Le Vieux Port. Paris et Marseille, Jean Vigneau, 1946. Lithographies de René Rouveret.
  - Rhapsodies gitanes. Paris, Jean Vigneau, 1946. Lithographies de Yves Brayer.
  - La Grand' Route, 3e Rhapsodie gitane. Paris, Bibliophiles et Graveurs d'Aujourd'hui, 1952. Lithographies d'André Minaux.
  - L'Homme foudroyé. Paris, Gallimard, coll. « Folio », no 467, 2019. Édition préfacée et annotée par Claude Leroy.
- La Main coupée. Paris, Denoël, 1946.
  - La Main coupée et autres récits de guerre. Préface de Miriam Cendrars, éd. établie et annotée par Claude Leroy et Michèle Touret, Paris, Denoël, 2013.
- Bourlinguer. Paris, Denoël, 1948.
- Le Lotissement du ciel. Paris, Denoël, 1949.
  - Saint Joseph de Cupertino. Reprise sous ce titre de la deuxième partie du Lotissement du ciel. Paris, Le Club du livre Chrétien, 1960.
  - Le Lotissement du ciel. Paris, Gallimard, coll. « Folio », no 2795, 1996. Édition préfacée et annotée par Claude Leroy. Nouvelle édition, 2011.
- À l'aventure (pages choisies). Extraits de : Le Lotissement du ciel, Bourlinguer, La Main coupée, L'Homme foudroyé, La Vie dangereuse, D'Oultremer à Indigo. Paris, Denoël, 1958.
  - L'Aventure. Paris, Le Club des Jeunes Amis du Livre, 1958. Avec un cahier de photographies de l'auteur par Robert Doisneau. Titre mis à part, volume identique au précédent.

Publications posthumes :
- Cendrars éditeur. Jéroboam et La Sirène. Préface de Hughes Richard. La Chaux de Cossonay, éditions Parisod, 1979.
  - Jéroboam et La Sirène. Préface de Hughes Richard. Dole/Saint-Imier, Canevas éditeur, 1992.
- Partir. Bois gravés de Christian Henry. Postface de Hughes Richard. Les Ponts-de-Martel, Éditions Hughes Richard, 1986.
- Paris ma ville. Illustrations de Fernand Léger. Paris, Bibliothèque des Arts, 1987.
- Mon voyage en Amérique. Postface de Christine Le Quellec Cottier. Illustrations de Pierre Alechinsky. Montpellier, Éditions Fata Morgana, 2003.
  - À bord du Birma, extraits de Mon voyage en Amérique avec deux gravures de Pierre Alechinsky, Montpellier, Éditions Fata Morgana, 2007 (tirage à 90 exemplaires).

### Entretiens et interviews
- Blaise Cendrars vous parle… Propos recueillis par Michel Manoll. Paris, Denoël, 1952.
- Le Paysage dans l'œuvre de Léger. Entretien de Cendrars avec Fernand Léger et Louis Carré. Paris, Galerie Louis Carré, 1956.
- Dites-nous, monsieur Blaise Cendrars… Réponses aux enquêtes littéraires de 1919 à 1957, recueillies, annotées et préfacées par Hughes Richard. Lausanne, Éditions Rencontre, 1969.
- Blaise Cendrars. En bourlinguant… Entretiens avec Michel Manoll (version radiodiffusée, 1950). INA/Radio France, coll. Les grandes heures, 4 CD, 2006. Nouvelle édition, 2011.
  - Entretiens avec Michel Manoll (transcription de la version radiodiffusée du 15 octobre au 15 décembre 1950), dans Les Grandes Heures, Paris, La Table Ronde/ INA/Radio France, 2013.
- Rencontres avec Blaise Cendrars. Entretiens et interviews (1925-1959) (éd. Claude Leroy). Paris, Non Lieu, 2007.
- Entretiens avec Blaise Cendrars – Sous le signe du départ. [Cendrars à Radio-Lausanne et Radio-Genève de 1949 à 1957], 2 CD, livret de Christine Le Quellec Cottier. Radio Télévision Suisse, Éditions Zoé et Centre d’Études Blaise Cendrars (coproduction), Lausanne, 2013.

### Essais
- Aujourd'hui. Grasset, 1931. En frontispice : dessin de la main gauche de l'auteur par Conrad Moricand.
- La Banlieue de Paris :
  - Avec 130 photographies de Robert Doisneau. Double édition simultanée : Lausanne, Guilde du Livre / Paris, Seghers, 1949.
  - Avec 24 photographies de Robert Doisneau, Paris, Seghers, 1966.
  - Avec 106 photographies de Robert Doisneau. Denoël, 1983.
- Le Brésil. Des hommes sont venus :
  - Avec 105 photographies de Jean Manzon. Monaco, Documents d'art, coll. « Escales du monde », no 6, 1952.
  - Précédé de Poème à la gloire de Saint-Paul, suivi de Promenade matinale. Sans les photographies de Jean Manzon. Montpellier, Éditions Fata Morgana, 1987. Nouvelle édition, 2003.
  - Photographies de Jean Manzon. Gallimard, coll. « Folio », no 5073, 2010.
- Noël aux quatre coins du monde, Paris, Robert Cayla, coll. « Les Amis de l'Originale », no 15, 1953. Recueilli dans Trop c'est trop, 1957.
- Trop c'est trop. Paris, Denoël, 1957. En frontispice : portrait de l'auteur par Georges Bauquier.

### Préfaces, postfaces
- Jean Epstein, La poésie d’aujourd’hui : un nouvel état d’intelligence. Lettre-postface de Blaise Cendrars, Paris, La Sirène, 1921.
- Le Livre d'enfant en U.R.S.S.. Catalogue de l'exposition organisée par Cendrars et Povolovsky pour les Éditions Bonaparte, 27 avril-22 mai 1929. Préface de Blaise Cendrars. Recueillie dans Aujourd'hui (1931).
- Martín Luis Guzmán, L'Aigle et le serpent. Traduction de Mathilde Pomès. Préface de Blaise Cendrars. Paris, J.-O. Fourcade, 1930. Recueilli dans Histoires vraies (1937).
- Le Spectacle est dans la rue, album d'affiches de Cassandre. Préface de Blaise Cendrars. Montrouge, Draeger Frères, 1935.
- Charles Baudelaire, Les Fleurs du mal. Préface de Blaise Cendrars. Paris, Union Bibliophile de France, coll. « Vox », 1946.
- Honoré de Balzac, Ferragus. Préface de Blaise Cendrars. In L'Œuvre de Balzac, Paris, Le Club français du livre, t. 2, 1950.
- José Lins do Rêgo, L'enfant de la plantation. Traduction de J.-W. Reims. Préface de Blaise Cendrars. Paris, Éditions des deux Rives, 1953. Recueilli dans Trop c'est trop (1957).
- Instantanés de Paris, 148 photographies de Robert Doisneau. Préface de Blaise Cendrars. Présentation d'Albert Plécy. Paris, Arthaud, coll. « Les Imaginaires », no 4, 1955.
- Georges Bauquier, Peintures. Dessins. Catalogue de l'exposition du 11 au 30 juin 1955. Galerie Bernheim Jeune. Présentation de Blaise Cendrars.
- Douglas Cooper, Dessins de guerre (1915-1916) de Fernand Léger. Préface de Blaise Cendrars. Paris, Berggruen, 1956. Recueilli dans Trop c'est trop (1957).
- Erich von Stroheim, Poto-Poto. Traduit de l'américain par Renée Nitzschke. Préface de Blaise Cendrars. Paris, Éditions de la Fontaine, 1956.
- Eric Newby, Bourlingueur des mers du Sud. Traduit de l'anglais par Robin Livio. Présentation de Blaise Cendrars. Paris, La Table ronde, 1958.
  - Eric Newby, La Dernière Course du blé. Traduction nouvelle par Alain Bories. Préface de Blaise Cendrars. Paris, Éditions Payot, 1992.

### Adaptations et traductions
- Feu le Lieutenant Bringolf. Traduction de Paul Budry. Version[20] de Blaise Cendrars. Paris, Au Sans Pareil, coll. « Les Têtes brûlées » (dirigée par BC), no 1, 1930.
  - L'Étrange Aventure du Lieutenant Bringolf. Préface de R.-A. Reiss. Traduction de Paul Budry. Version de Blaise Cendrars. Neuchâtel, Éditions de la Baconnière, 1930 (parution simultanée).
- Fred Paisley, Al Capone le Balafré, Tsar des Bandits de Chicago. Préface de Géo London. Traduit de l'américain par V. de Puthod. Version de Blaise Cendrars. Paris, Au Sans Pareil, coll. « Les Têtes brûlées », no 2, 1931.
- Al Jennings, Hors la loi !… La vie d'un outlaw américain racontée par lui-même. Traduction et adaptation de l'américain et du slang par Blaise Cendrars. Paris, Grasset, 1936.
- José Maria Ferreira de Castro, Forêt vierge. Traduction du portugais et introduction par Blaise Cendrars. Paris, Grasset, 1938.

### Correspondance
- « Lettres à Sven Stelling-Michaud, éditeur de Vol à voiles », Vevey, Éditions Bertil Galland, Écriture, no 11, 1975.
- Avec Paul Gilson, in Paul Gilson. Hommage et contribution bio-bibliographique proposés par Frédéric Jacques Temple, Lausanne, Éditions Le Front Littéraire, 1983.
- Avec Jacques-Henry Lévesque, Correspondance 1924-1959 : « J'écris. Écrivez-moi. » (éd. Monique Chefdor), Denoël, 1991.
  - Correspondance 1922-1959 : « Et maintenant veillez au grain! » (éd. Marie-Paule Berranger), Genève, Éditions Zoé, coll. « Cendrars en toutes lettres », 2017.
- Avec Henry Miller :
  - Correspondance 1934-1979 : 45 ans d'amitié (éd. établie et présentée par Miriam Cendrars, introduction de Frédéric Jacques Temple, notes de Jay Bochner), Denoël, 1995.
  - Correspondance 1934-1959 : « Je travaille à pic pour descendre en profondeur » (éd. Jay Bochner), Genève, Éditions Zoé, coll. « Cendrars en toutes lettres », 2013.
- Avec Ferreira de Castro, Correspondance (éd. Adrien Roig), Champion, Continent Cendrars no 10, 1995-1996.
- Avec Igor Stravinsky, « Correspondance au sujet de Ragtime », Champion, Continent Cendrars no 10, 1995-1996.
- Avec Élisabeth Prévost, Madame mon copain. Une amitié rarissime (éd. Monique Chefdor), Nantes, Éditions Joca Seria, 1997.
- Avec Robert Guiette, Lettres 1920-1959 : « Ne m’appelez plus… maître » (éd. Michèle Touret), Genève, Éditions Zoé, coll. « Cendrars en toutes lettres », 2013.
- « Douze lettres à Vladimir Pozner (1930-1937) », présentées par Claude Leroy, Europe, no 1017-1018, janvier-février 2014.
- Avec Henry Poulaille, Correspondance 1925-1961 : « Je travaille et commence à en avoir marre » (éd. Christine Le Quellec Cottier et Marie-Thérèse Lathion, préface de Doris Jakubec), Genève, Éditions Zoé, coll. « Cendrars en toutes lettres », 2014.
- Avec  Raymone Duchâteau, Correspondance 1937-1954 :  « Sans ta carte je pourrais me croire sur une autre planète » (éd. Myriam Boucharenc), Genève, Éditions Zoé, coll. « Cendrars en toutes lettres », 2015[14].

### Œuvres complètes
- Paris, Denoël, IX volumes, 1960-1964, 1991.
- Paris, Le Club français du livre, 15 volumes précédés d'un volume d'Inédits secrets hors série présentés par Miriam Cendrars, 1969-1971. Chaque volume est précédé d'une préface par Raymond Dumay, de témoignages et d'une iconographie.
- Paris, Denoël, coll. « Tout autour d'aujourd'hui » (dir. Claude Leroy), 15 volumes, 2001-2006 :
  - 1 : Poésie complètes, avec 41 poèmes inédits. Édition de Claude Leroy. XXX + 434 p., 2001.
  - 2 : L'Or — Rhum — L'Argent. Édition de Claude Leroy. XXIV + 360 p., 2001.
  - 3 : Hollywood, La Mecque du cinéma — L'ABC du cinéma — Une nuit dans la forêt. Édition de Francis Vanoye. XXII + 234 p., 2001.
  - 4 : Dan Yack. Édition de Claude Leroy. XXXIV + 334 p., 2002.
  - 5 : L'Homme foudroyé — « Le Sans-Nom ». Édition de Claude Leroy. XXXII + 448 p., 2002.
  - 6 : La Main coupée — La Main coupée (1918) — La Femme et le soldat. Édition de Michèle Touret. XXX + 370 p., 2002.
  - 7 : Moravagine — La Fin du monde filmée par l'Ange N.-D. — « Le Mystère de la Fin du monde » — L'Eubage. Aux antipodes de l'unité. Édition de Jean-Carlo Flückiger. XXXII + 398 p., 2003.
  - 8 : Histoires vraies — La Vie dangereuse — D'Oultremer à Indigo — « Un bel éclat de rire ». Édition de Claude Leroy. XXXII + 528 p., 2003.
  - 9 : Bourlinguer — Vol à voile. Édition de Claude Leroy. XXXII + 512 p., 2003.
  - 10 : Anthologie nègre — Petits Contes nègres pour les enfants des Blancs — Comment les Blancs sont d'anciens Noirs — « N'KÎi, l'attrape-nigauds » — « La Création du Monde » — Conférences sur la littérature des Nègres. Édition de Christine Le Quellec Cottier. XXXII + 544 p., 2005.
  - 11 : Aujourd'hui — « Jéroboam et La Sirène » — « Sous le signe de François Villon » — Préface à Bourlingueur des mers du Sud d'Eric Newby — « Paris par Balzac » — Préface à Forêt vierge de Ferreira de Castro — Le Brésil — Trop c'est trop. Édition de Claude Leroy. XXXII + 560 p., 2005.
  - 12 : Le Lotissement du ciel — La Banlieue de Paris — Préface à Instantanés de Paris, album de Robert Doisneau. Édition de Claude Leroy. XXXIV + 510 p., 2005.
  - 13 : Panorama de la pègre — Contrebandiers — « À bord de Normandie » — Articles (1935-1938) — Chez l'armée anglaise — Reportages de guerre (1939-1940). Édition de Myriam Boucharenc. XXX + 450 p., 2006.
  - 14 : Emmène-moi au bout du monde !… — « Le Mystère de la création » — Films sans images — Danse macabre de l'amour. Édition de Claude Leroy. XXX + 556 p., 2006.
  - 15 : Blaise Cendrars vous parle… Entretiens avec Michel Manoll — Qui êtes-vous ? — Réponses au « Questionnaire Marcel Proust » — « Pour une bibliothèque idéale » — Préface aux Fleurs du mal de Baudelaire — Le Paysage dans l'œuvre de Léger — J'ai vu mourir Fernand Léger — « Les peintres du dimanche » — « Georges Bauquier ». Édition de Claude Leroy. XXXVI + 412 p., 2006.
- Partir (Poèmes, romans, nouvelles, mémoires), Gallimard, coll. « Quarto ». Édition établie et commentée par Claude Leroy, 2011. Nouvelle édition, 2017.
- Œuvres autobiographiques complètes, Paris, Gallimard, Bibliothèque de la Pléiade, 2 vol. sous la direction de Claude Leroy, avec la collaboration de Michèle Touret (t. I), de Jean-Carlo Flückiger et de Christine Le Quellec Cottier (t. II), 2013 :
  - t. I : Sous le signe de François Villon (« Lettre dédicatoire à mon premier éditeur » – « Prochronie 1901 : Vol à voile » – « Prochronie 1911 : Le Sans-Nom » — « Prochronie 1921 : Une nuit dans la forêt ») – L’Homme foudroyé – La Main coupée - Textes et documents.
  - t. II : Bourlinguer – Le Lotissement du ciel – J’ai vu mourir Fernand Léger – Entretiens et propos rapportés – Écrits de jeunesse (« Moganni Nameh » – « Mon voyage en Amérique » – « Hic, haec, hoc » – « Séjour à New York » – « New York in flashlight » – « Le Retour ») - Textes et documents.
- Œuvres romanesques précédé de Poésies complètes, 2 vol. sous la direction de Claude Leroy avec la collaboration de Jean-Carlo Flückiger et Christine Le Quellec Cottier (t. I), Marie-Paule Berranger, Myriam Boucharenc, Jean-Carlo Flückiger et Christine Le Quellec Cottier (t. II), Paris, Gallimard, Bibliothèque de la Pléiade, 2017.
  - t. I : Poésies complètes : Du monde entier au cœur du monde - Autres poèmes. Œuvres romanesques (1917-1929) : Profond aujourd'hui - J'ai tué - La Fin du monde filmé par l'ange N.-D. - L'Or - Moravagine - Éloge de la vie dangereuse - L'ABC du cinéma - L'Eubage - Dan Yack - Textes épars 1910-1917. Autour des œuvres de Blaise Cendrars : Textes et documents.
  - t. II : Œuvres romanesques (1930-1957) : La Vie secrète de Jean Galmot [Rhum] - Histoires vraies - La Vie dangereuse - D'Oultremer à Indigo - Emmène-moi au bout du monde !… - Trop c'est trop. Textes épars 1927-1959. Autour des œuvres de Blaise Cendrars : Textes et documents.